# Solze puščave
Solze puščave je avtobiografski roman Halime Bashir, kjer opisuje spomine na vojno v Darfurju, preživetje in pobeg v Veliko Britanijo. 
Knjiga je bila napisana s sodelovanjem angleškega novinarja Damiena Lewisa, ki veliko poroča o vojnah v Afriki. Avtorica prihaja iz sudanske pokrajine Darfur, sedaj pa živi v Združenem kraljestvu. Izvirni naslov, Tears of the Desert, je prevedela Nina Drstvenšek.

## Vsebina
Halima Bashir, glavna oseba resnične izpovedi, je pripadnica afriškega plemena iz sudanske pokrajine Darfur. Odraščala je v ljubeči družini, ki jo je podpirala pri izobraževanju. Z dvema bratoma je živela lepo otroštvo vse do takrat ko je Halima odšla v šolo. Tam je postala trmasto in neutrašno dekle, ki se je borila za enakopravnost črnskega plemena z Arabci. Odločila se je, da bo postala zdravnica, saj bo le tako lahko pomagala svojemu plemenu. Kljub predsodku svojih učiteljic in sošolk do njene rase, uspešno dokonča šolanje. Nato se zaposli kot zdravnica. 
Leta 2003 se Halimin svet poruši, ko v državi izbruhne vojna zaradi arabske nestrpnosti do črnskih plemenov. To vojno občuti tudi sama na lastni koži, ki jo zaznamuje celo življenje.

## Izdaje in prevodi
- Prva izdaja v izvirnem naslovu, Tears of the Desert, je izšla leta 2008.
- Izdaja v slovenskem jeziku, Solze puščave, je izšla leta 2009.